# Broken Wings
Broken Wings (hebräisch כנפיים שבורות, Knafayim Shvurot) ist ein israelischer Spielfilm aus dem Jahre 2002.

## Handlung
Der Film erzählt die Geschichte der israelischen Familie Ulman. Daphne Ulman arbeitet als Krankenschwester. In den Sommerferien stirbt ihr Ehemann an einem Bienenstich und der darauffolgenden allergischen Reaktion. Plötzlich steht Daphne allein da mit vier heranwachsenden Kindern und die Familie droht an der Trauer und den weiteren Problemen auseinanderzubrechen. Die jüngste Tochter möchte nicht mehr zur Schule gehen, da sie sich in der neuen Schule unwohl fühlt. Der älteste Sohn hat seine Schule bereits abgebrochen und schlägt sich mit Gelegenheitsjobs durchs Leben und Tochter Maya hat Liebes- und Lebenskummer, bei der ihr die Mutter fehlt. Die ist nach dem Tod ihres Mannes so mit ihrer Arbeit beschäftigt, dass ihr für die Familie die Zeit fehlt. Erst als der russische Einwandererarzt Vladimir Daphne ernsthafte Avancen macht, sieht sie wieder Licht am Ende des Tunnels und findet auch die Kraft, die Familienprobleme zu lösen. Als der jüngste Sohn Ido seinen Traum vom Weltrekord im Turmspringen wahr macht und in ein Schwimmbecken ohne Wasser springt, dann ins Koma fällt, weiß sie endgültig, dass ihre Familie am selben Beckenrand steht und die Gefahr besteht abzustürzen. Sie nimmt ihre Probleme wieder selbst in die Hand.

## Hintergrund
Broken Wings ist erste lange Spielfilm von Nir Bergman. In Deutschland war er zum ersten Mal auf der Berlinale 2003 in der Sektion Panorama zu sehen und kam im Januar 2004 in die Kinos.

## Kritiken
„Das sensibel und dicht inszenierte Drama besitzt trotz des ernsten Themas durchaus humorvolle Momente. Die universelle Geschichte spiegelt über den Rahmen des Privaten hinaus eine verbreitete Stimmung innerhalb der israelischen Gesellschaft.“

„Zurückhaltend und trotzdem voller Wärme, Emotionalität und absurdem Witz beschreibt der Regisseur Nir Bergman in seinem Debütfilm, wie eine Familie mit dem Verlust eines geliebten Menschen umgeht. Geschickt verwebt er dabei die unterschiedlichen Verhaltensweisen miteinander und schafft die schwierige Balance zwischen Tragödie und Komödie, ohne jemals platt oder trivial zu werden.“

## Auszeichnungen
- Israelischer Filmpreis in 9 Kategorien bei 11 Nominierungen, u. a. Bester Film des Jahres 2002
- Jerusalem Filmfestival: Bester israelischer Film
- Internationales Filmfestival von Tokio: Tokio Grand Prix
- Berlinale 2003: Panorama-Publikumspreis, C.I.C.A.E. Award, Preis der Ökumenischen Jury